# Yann-Fañch Kemener
Yann-Fañch Kemener, nom de scène de Jean-François Quémener, est un chanteur traditionnel breton et un ethnomusicologue du répertoire breton, né le 7 avril 1957 à Saint-Brieuc et mort le 16 mars 2019 à Tréméven dans le Finistère.
Acteur du renouveau du kan ha diskan (chant et contre-chant) dans les années 1970 et 1980, notamment avec Erik Marchand, il a contribué à la pérennisation de la transmission de chants traditionnels par son activité de chanteur traditionnel mais aussi dans ses activités de collecte de la tradition orale locale et de transmission de la langue bretonne. Il est au départ influencé par les enregistrements de gwerzioù de Marie-Josèphe Bertrand (dite Mme Bertrand), réalisés par Claudine Mazéas, pour ensuite développer son style.
Ses collaborations diverses (au sein du groupe Barzaz mais aussi avec Dan Ar Braz, Didier Squiban, Alain Genty, Aldo Ripoche, Anne Auffret, Marcel Guilloux…) et son timbre de voix singulier ont fait de lui une figure emblématique du chant breton.
Il a réalisé de nombreux disques et a chanté dans de nombreux festoù-noz. Il est décoré de l'Ordre de l'Hermine et de l'ordre des Arts et des Lettres.

## Biographie

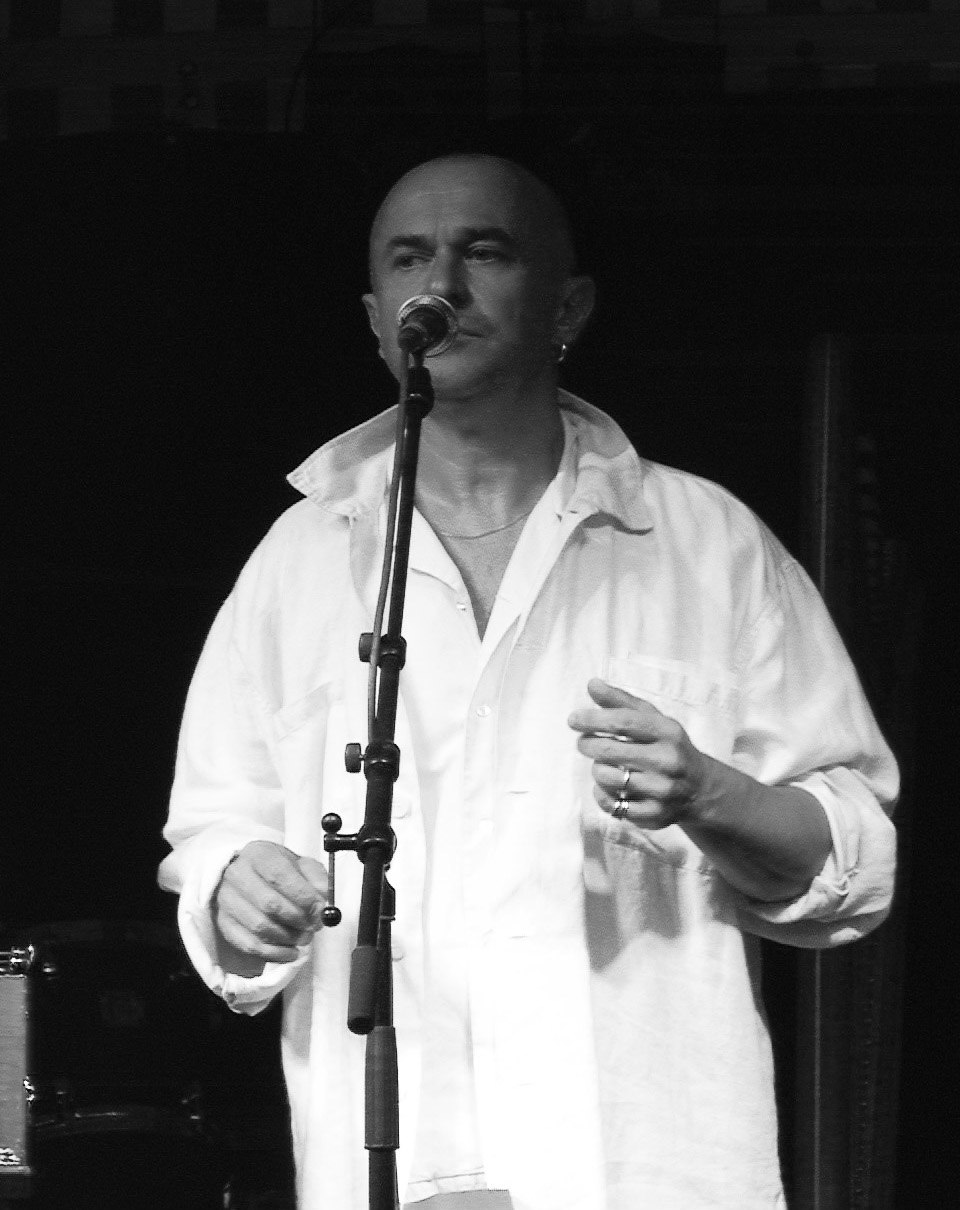
Yann-Fañch Kemener à Saint-Quay-Portrieux en 2003.

Yann-Fañch Kemener naît le 7 avril 1957, issu d'une famille « très pauvre », de Sainte-Tréphine en Haute-Cornouaille. Il naît à Saint-Brieuc, où sa mère s'est déplacée quelques jours afin d'accoucher. Son père est fermier non-propriétaire et sa mère, qui a la maison, est lessiveuse. Un frère et une sœur décèdent alors qu'il est petit.
Sa famille du côté maternel (famille Joa) est réputée bons chanteurs, sa mère étant chanteuse et danseuse. Sainte-Tréphine est en pays Fañch Plinn aux fortes influences vannetaises. Son père, est du pays Fisel, de Kerstol en Glomel. Le breton est sa langue maternelle : son père ne parle presque pas français, sa mère lui inculque les rimes et les notes de la langue, l'omniprésence du chant dans la vie de ses arrière-grand-mères du côté de sa mère l'inspirent et le font avancer.
Les premiers chanteurs qu'il se souvient d'entendre entre trois et cinq ans sont Eugène Grenel et Albert Boloré du groupe Tro Blavez.

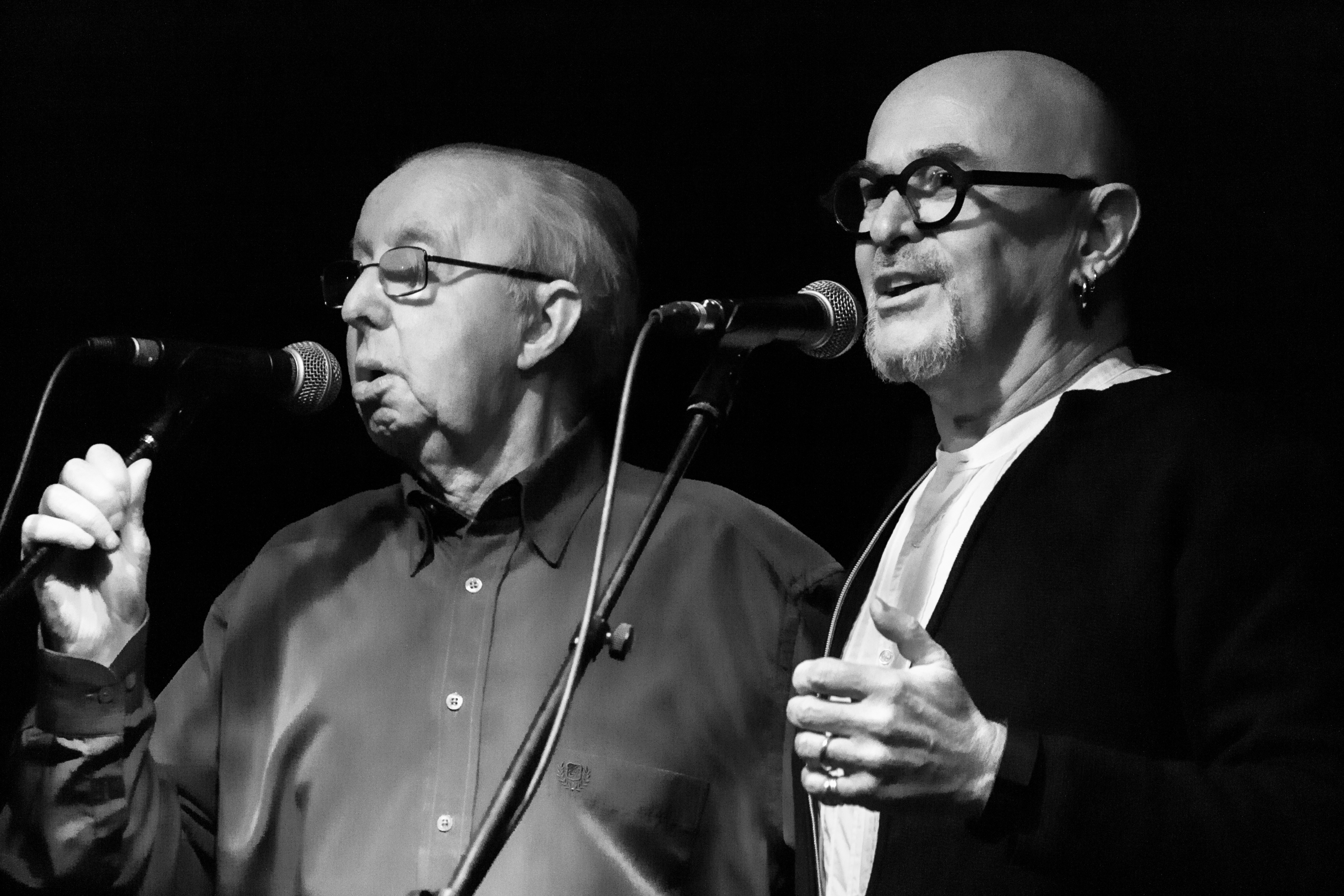
Yann-Fañch Kemener avec Marcel Guilloux lors d'un fest-noz à Poullaouen en 2016.

À quatre ans il « fait » son premier fest-noz, chante pour ses proches et il se produit sur scène dès l'âge de 13 ans. Adolescent, Albert Boloré le prend sous son aile, lui apprenant d'autres chansons et l'emmenant dans les fest-noz. Pour Yann-Fañch Kemener, Albert Boloré est à la fois un second père et un mentor, qui l'a fait chanteur. Son premier cachet en tant que chanteur est un paquet de café.
Pour étoffer son répertoire, il suit les conseils de Albert Boloré et se rend samedis et dimanches chez Jean-Marie Youdec, de Plounévez-Quintin et Jean Poder, de Plouguernével. Ce dernier lui apprend des chansons de table et des gwerzioù et le fait se produire en fest-noz avec des chants qui lui sont inconnus. Il apprend aussi de Marie-Josèphe Bertrand, de Canihuel, qu'il n'a pas rencontrée mais grâce aux collectages de Claudine Mazéas, une influence qui l'a très fortement marqué. Erik Marchand est parfois son compagnon de chant.
Yann-Fañch Kemener se lance rapidement dans le collectage, en couchant sur le papier des chants appris, puis en achetant un enregistreur à cassettes. On lui conseille de faire un métier plutôt que chanter en breton : il devient menuisier, un métier qu'il ne pratiquera pas.
En 1976, il remporte le premier prix du Kan ar Bobl et rencontre la famille Mazéas, et notamment Claudine Mazéas, qui lui fait découvrir Luzel et La Villemarqué et tous les collectages anciens en breton. Claudine Mazéas lui présente alors Ariane Ségal, qui a déjà enregistré des disques en breton.
Il enregistre, en 1977, son premier album Chants profonds de Bretagne, incluant la Gwerz Skolvan (Ballade de Skolvan), Iwan Gamus (Yves Camus) et Ar Basion Vras (La Grande Passion), des chants qui le marquent particulièrement . Il s'agit du premier enregistrement de gwerzioù sur un album qui ne soit pas destiné au collectage, à une époque où le folk-rock est à la mode et Alan Stivell fait recette.
Il fait son coming-out au début des années 1980 ; son homosexualité n'était pas souvent évoquée mais il ne l'a jamais cachée. Son interview par Yves Châtellier dans le magazine Le Gai pied en 1982 lui vaut de faire face à un scandale en Bretagne et d'être interdit pendant sept ans de participer au Festival interceltique de Lorient,. Pour Hélène Hazera, Yann-Fañch Kemener a eu une place importante dans l'acceptation des gays dans la Culture bretonne tout en apportant « une certaine profondeur et de l’empathie à son art ».
En 1982, l'académie Charles-Cros le récompense en lui donnant le grand prix du Patrimoine pour Chants profonds de Bretagne Vol. 2.

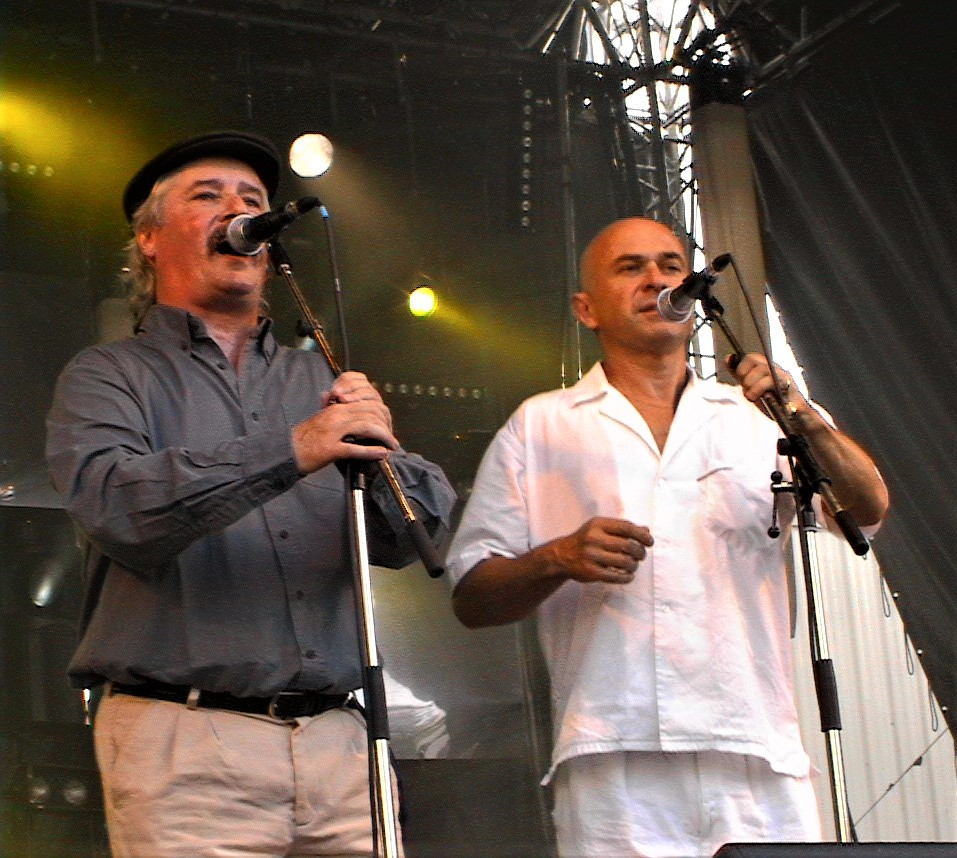
Yann-Fañch Kemener aux Nuits Celtes à Muzillac en 2003.

En 1988, il fonde le groupe Barzaz avec Gilles Le Bigot (guitares), Jean-Michel Veillon (flûtes), Alain Genty (basses) et David Hopkins (percussions) à une époque où la musique bretonne est moins en vogue. Après le groupe Gwerz fondé en 1981 par le chanteur Erik Marchand, l'idée est d'allier chant et musique, plutôt que de faire des musiciens de simples accompagnants. Cela amène Yann-Fañch Kemener, qui avait appris chanter de façon traditionnelle, c'est-à-dire en gamme non tempérée, à retravailler son chant pour travailler avec des instrumentistes jouant en gamme tempérée. Devenu un des groupes important de musique bretonne, Barzaz joue avec les éléments, entre la pureté de la voix, les silences, les bruitages et les cloches d'Hopi Hopkins, donnant l'impression que le vent ou la pluie participent à leur musique.

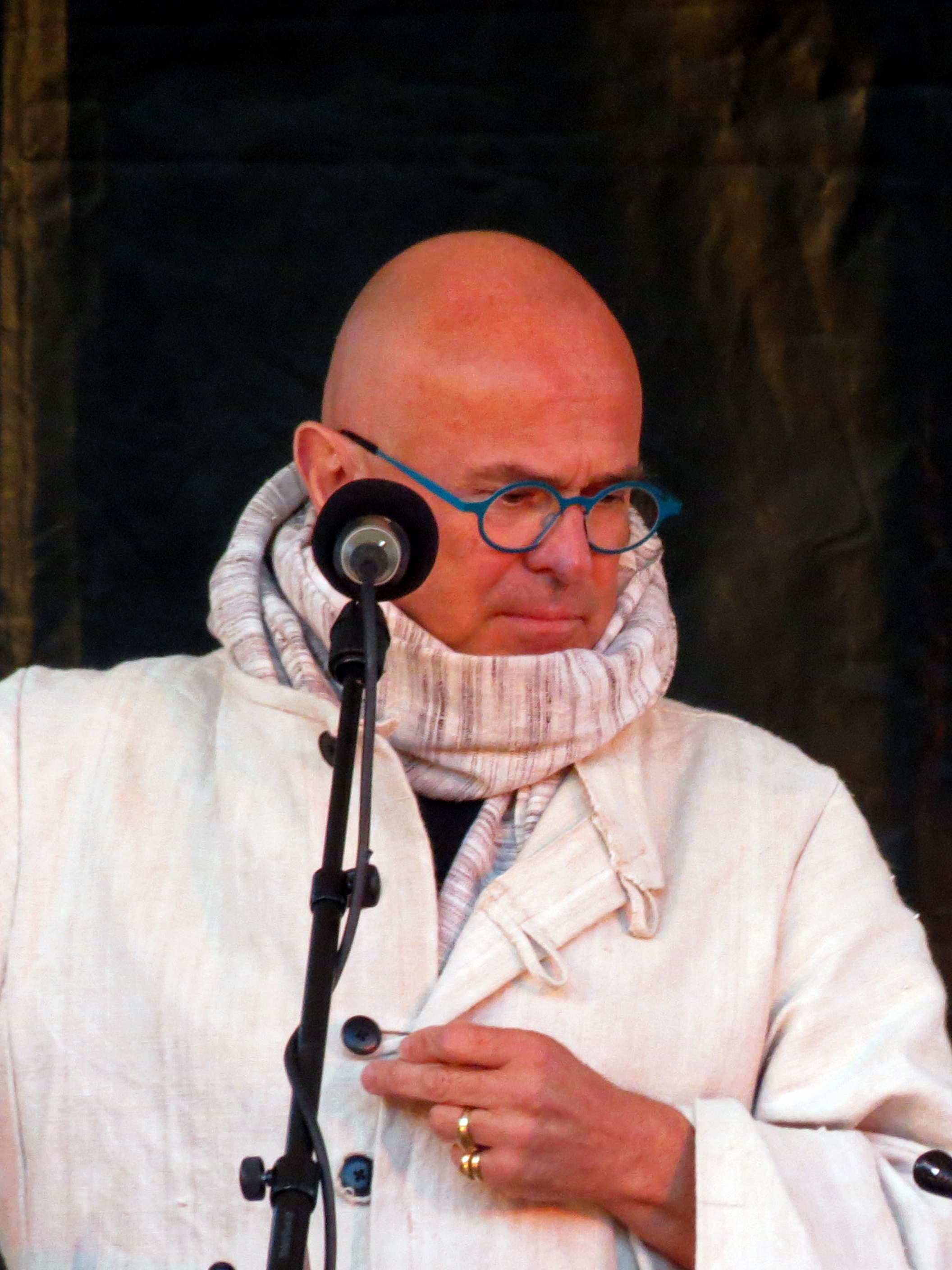
Yann-Fañch Kemener avec Barzaz à Guérande en 2013.

Il multiplie ensuite les expériences et les spectacles (avec Kristen Noguès, Jean-Louis Le Vallégant, Anne Auffret). En 1991, il enregistre l'album Kerzh'Ba'n Dañs' avec le groupe Skolvan. De la « gwerz de chambre » il passe à la « gwerz de Zénith » avec la grande formation de l'Héritage des Celtes, qu'il rejoint à l'initiative de Dan Ar Braz qui lui fait alors rencontrer Didier Squiban. Une fois l'Héritage des Celtes terminé, Didier Squiban et Yann-Fañch Kemener entregistrent Enez Eusa, suivi de trois autres albums.
Au début des années 2000, il se lance dans un nouveau duo avec le violoncelliste Aldo Ripoche, duo qui sera rejoint par de très nombreux invités au fil des albums. Dans un spectacle théâtro-musical, il rend hommage, seul sur scène, au poète breton Armand Robin, avec une mise en scène de Madeleine Louarn. En 2002, il se produit lors des nuits celtiques, notamment au Stade de France. Il interprète Enez Eusa devant 40 000 personnes, dont le très grand silence lors de son interprétation le marque.
Il est décoré le 26 septembre 2009 de l'ordre de l'Hermine.
En 2010, il enseigne le breton aux adultes élèves de Stumdi dans le cadre des stages prévus dans sa formation avec le centre brestois Afpa. Il devient le parrain des promotions 2010 et 2011. Ancien étudiant au Diplôme d’Études Celtiques (D.E.C.), à Rennes 2, il y enseigne ensuite, lors de sa réouverture, de 2012 à 2018.
Avec trois musiciens, il effectue un travail sur le thème des saisons, Bientôt l'été (Tuchant e erruo an hañv) en 2008 et Toujours l'hiver (Gouanv bepred) en 2012 : « une rencontre, une réflexion entre la musique baroque, dite savante, et la musique populaire d'expression bretonne ». En 2013, pour les 25 ans du groupe, Barzaz se reforme avec la sortie d’un album triptyque (comprenant la réédition des deux premiers albums) et une tournée. En 2015, il reçoit la médaille de chevalier de l'ordre des Arts et des Lettres.
En 2016, il forme son trio avec Erwann Tobie et Heikki Bourgault, avec un répertoire principalement à danser. En mai 2017, le trio propose le spectacle Ar en deulin d’après l’œuvre de Yann Ber Kalloc’h. En mai 2018, il écrit le message en breton contenu dans le témoin transmis par les participants de la Redadeg, dont la vidéo de sa lecture est diffusée à l'arrivée de la course sur un écran géant.
Du fait de la maladie, il indique sur son site Web en novembre 2017 mettre en pause ses activités. La maladie l'affecte psychologiquement du fait qu'il ne puisse plus se produire sur scène.
En février 2019, en parallèle de son combat contre un cancer du pancréas, il sort un double album de poésies, Roudennoù / Traces,. En raison de sa maladie, il ne participe pas à la rentrée 2019 du diplôme d'études celtiques de Rennes 2 ; les étudiants des D.E.C. et D.S.E.C. prennent alors pour nom de promotion « Jeanne Malivel - Yann-Fañch Kemener ».
Il meurt le 16 mars 2019 à son domicile de Trémeven (Finistère),. Son enterrement a lieu le 19 mars à Sainte-Tréphine devant plus de 1500 personnes. Pascal Jaouen, brodeur et ami de longue date du chanteur, lui dédie sa collection 2019, en nommant chaque pièce d'un nom lié à la vie de l'artiste.

## Discographie

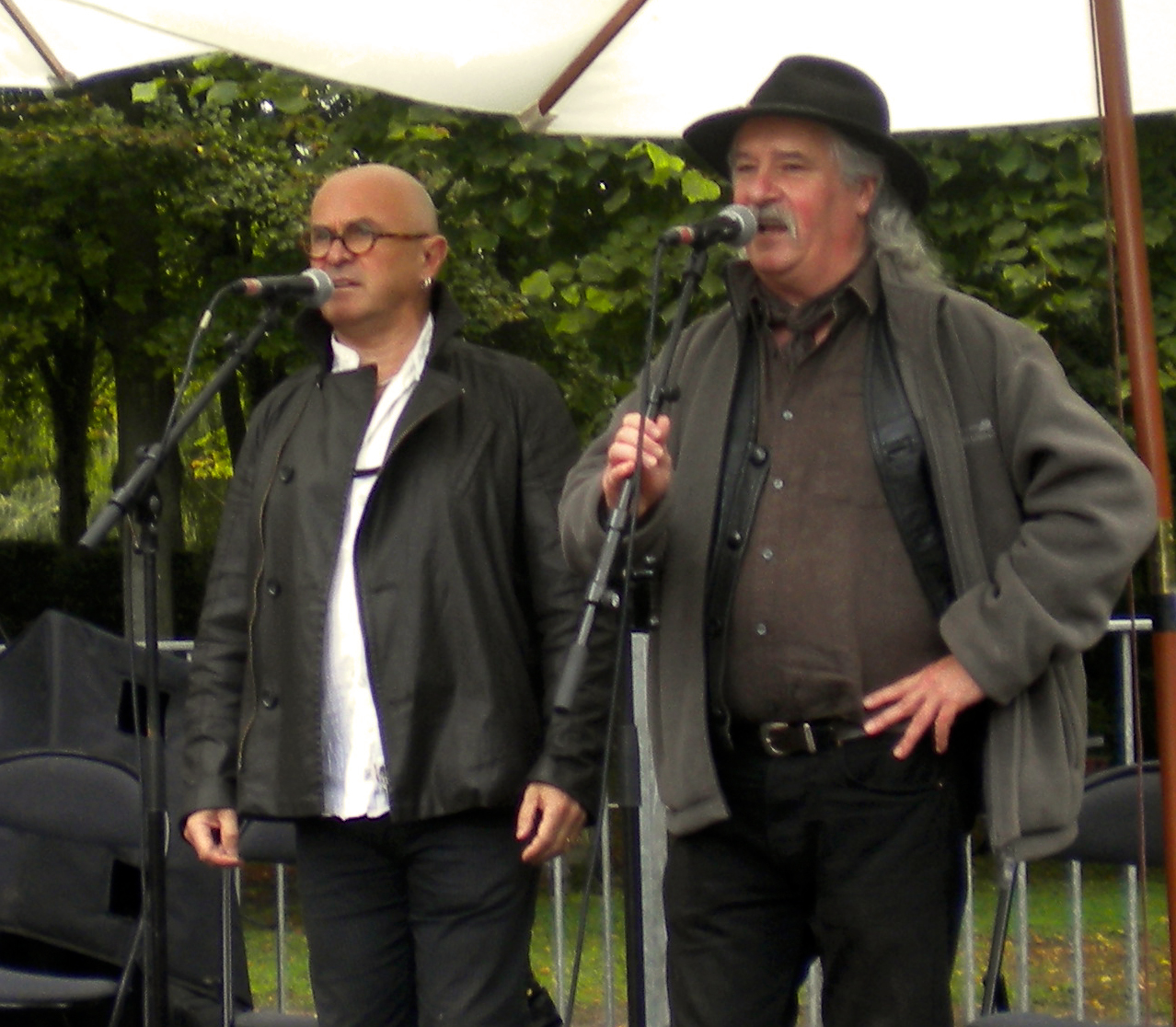
Yann-Fañch Kemener avec, à droite, Erik Marchand à Villarceaux en 2011.

### Participations
- 1984 : Fest-noz - Concours Fisel - Mael-Carhaix 1984 - avec Manuel Kerjean et avec Marcel Guillou - cassette - Dastum / Kelc'h Keltiek Rostren
- 1985 : Vent d'Ouest - Le chant d'un monde - 33t - Arion - ARN 34776
- 1988 : Breizh Europa - Euroskol 88 -2 x 33t - Diwan - BE881/882
- 1989 : Barzaz Breiz - C'hoazh ha adarre, Brazaz Breizh - CD - FR3 / Lagon Bleu - LB 03
- 1989 : Les Sources du Barzaz Breiz Aujourd'hui de Donatien Laurent - CD - Chasse-Marée / Dastum - SCM 013
- 1991 : Kerzh'Ba'n Dañs de Skolvan avec Marcel Guillou - CD - Keltia Musique - KMCD 016
- 1991 : La Passion Celtique - Ar basion vras de Christian Desbordes avec l'Ensemble choral du Bout du Monde et Ar Vro Bagan - 2 x CD - MCV 923
- 1991 : An Tri Breur d'Erik Marchand - CD - Silex - Y 225008
- 1993 : Again d'Alan Stivell - CD - Keltia III - FDM36198-2
- 1993 : "Fête Plinn du Danouet - Bourbriac" avec Erik Marchand - cassette et livret - Dastum - DAS 120
- 1994 : Swing and tears de Skolvan - CD - Keltia Musique - KMCD 046
- 1994 : Héritage des Celtes de Dan Ar Braz - CD - Colombia - COL 477763 2
- 1995 : l'Heritage des Celtes en Concert de Dan Ar Braz - CD - Colombia - COL 4815302
- 1995 : La Seule Aventure d'Yvon le Men - CD - Kerig - KCD 102
- 1996 : Brest 96 de Didier Squiban et An Tour Tan - CD - L'OZ - OZ 08
- 1997 : An Tour Tan live de Didier Squiban et An Tour Tan - CD 4 titres - L'OZ - L'OZ 12
- 1997 : Finisterres de Dan ar Braz et L'Héritage des Celtes - CD - Saint-Georges - SAN 489167 2
- 1997 : "La Musique du Bout du Monde" compilation - CD - L'OZ - OZ 14
- 1997 : "Kerieu - Villages - Entre Scorff et Blavet" avec Didier Squiban - CD - Festival Interceltique Lorient - ERO 058
- 1998 : Le Grand Encrier d'Alain Genty - CD - Keltia Musique - KMCD 092
- 1999 : Skoulad ar Gouroug de Marthe Vassallo - CD + livre - TES
- 1999 : "L'Indispensable Fest-Noz" avec Claudine Floc'hig - CD - Coop Breizh - CD 885
- 1999 : L'Archipel des Musiques Bretonnes accompagnant le livre d'Yves Defrance - CD - Actes Sud
- 2000 : Cœur de Celte - Autres chemins" vol 1 - CD - Hentou'All
- 2000 : Chenchet n'eus an Amzer de Skolvan - CD - Keltia Musique - KMCD 107
- 2000 : Les Grands Airs Celtiques - CD
- 2001 : "SIAM en scène" [compil du Studio SIAM] avec Aldo Ripoche, Anne Auffret, Iffig Troadec - CD - SIAM - SMES 2001
- 2002 : "Beauport de pierres, de paroles et de musiques" - Concert à l'abbaye de Beauport - CD - Kerig - KCD 174
- 2002 : "30 ans - Dastum 1972-2002" Compil avec Erik Marchand - CD - Dastum - DAS 142
- 2004 : Le Petite Lanterne d'Alain Genty - CD - Keltia Musique - KMCD 152
- 2004 : "Marcel Le Guillou - Un devezh 'ba kerc'h Morvan" avec Macel Guillou - CD - Coop Breizh - CD 952
- 2006 : "Celtica" Live, Stade de La Beaujoire Nantes - DVD
- 2006 : "France : Carnet de voyage musical" Compilation - CD - Arion - ARN 53709
- 2007 : "Manu Kerjean. Chanteur du Centre-Bretagne" avec Manel Kerjean - CD - Dastum - DAS 153
- 2008 : Ar Bisig Kollet accompagnant le livre de contes bretons de Natacha - CD + livre - TES
- 2008 : Istorioù Rozenn ha Fanch al Laer de Maryvonne Berthou - CD + livre - TES
- 2011 : Requiem d'Anne de Bretagne d'Antoine de Févin - CD + livre - Zig-Zag Territoires
- 2012 : Miss Blue – Breizh'N Bass - CD - Awena Recordz – DB 11
- 2013 : Barzaz (coffret 3 CD pour des 25 ans de Barzaz) - Réédition des 2 albums, plus un album inédit 2 titres - CD - Keltia Musique - KMCD 601
- 2013 : "Gwerzioù - Les plus belles complaintes de Bretagne" - CD - Coop Breizh - CD 1084
- 2013 : "Ar Roue Pri - Le Roi d'Argile" avec Nolwenn Monjarret et Philippe Le Gallou - CD - Autoproduction
- 2013 : "Annie Ebrel - 30 ans de chant" avec Annie Ebrel - CD - Autoproduction - AE30C6906
- 2015 : "Les Celtomania" avec Sylvain Barou - CD
- 2016 : Voiles aux vents du groupe Ossian - CD - Coop Breizh

## Théâtre
- 2011 : L'Ombelle du trépassé de Jean Lambert-wild et Yann-Fañch Kemener, création octobre 2011 Maison de la Poésie - 2013 : En Livre + DVD aux éditions Les Solitaires Intempestifs  (ISBN 978-2-84681-381-5).
- 2014 : Gouelit ma daoulagad - Nous irons pleurer sur vos ombres, avec Sylvain Barou.

## Écrits, audios et préfaces
- Herbarum vernaculi : Lexique du nom des plantes en breton, de Fanch Duros, Édition La Digitale, 124 p., 1991, préface Yann-Fañch Kemener
- Carnets de route, Kanaouennoù kalon Vreizh, Éditions Skol Vreizh, Montroulez, 1996
- Barzaz-Breiz, Yann-Fañch Kemener et la Maîtrise de Bretagne, Livre + CD, Édition du Layeur, 1999, réédition en 2003, préface Yann-Fañch Kemener
- "Gousperoù ar Raned" ha "gourspered ar Rannoù", Jean-Jacques Boidron, Dastum, 1993, 540 p., préface Yann-Fañch Kemener
- Le Korrigan de la mer, Mona Barbouze-Cassagnou, Édition des Montagnes Noires, préface Yann-Fañch Kemener
- Yannig an Aod, Mona Bouzec-Cassagnou, Édition des Montagnes Noires, 2002, 71 p., préface Yann-Fañch Kemener
- Selaou Selaou, Mona Bouzec-Cassagnou et Dominik Bossé, Édition Staj Brezhoneg Koad-Pin, 2002, 191 p., enregistrements avec Yann-Fañch Kemener (Méthode de breton parlé)
- Musique en Bretagne, Hommage à Marie-Claire Mussat, PUR, Rennes, 2003, texte de Yann-Fañch Kemener : "Kan ar Basion, Le chant de la passion", p. 162-185
- Marie-Josèphe Bertrand, Chanteuse du Centre-Bretagne, Col. Grands Interprètes de Bretagne, vol 4, CD + livret, Dastum, DAS 156, 2008, p. 26-29
- Comptines et berceuses de Bretagne, Didier Jeunesse, Livre + CD, 2009, 51 p., préface Yann-Fañch Kemener
- Yann-Fañch Kemener : Chant de vision, Sophie Denis (préface Patrice Antona), édition Vivre tout simplement, 2012  (ISBN 978-2-9535226-8-6)
- Quand les Bretons chantaient l'Histoire, de Serge Nicolas & Thierry Rouaud, Éditions des Montagnes Noires, 2013, 165 p., préface Yann-Fañch Kemener
- Collecteur de contes en Basse-Bretagne, édition Yoran Embanner, 2014, 192 p.
- Nous irons pleurer sur vos ombres, édition Yoran Embanner, 2013, 94 p.  (ISBN 978-2-916579-88-7)

### Documentaires
- 1994 : Trois voix pour un chant : la Gwerz, film d'Alain Gallet (portraits croisés de Yann-Fañch Kemener, Erik Marchand et Denez Prigent), Lazennec Productions - France 3, 52 min.
- 2001 : Portrait d'un homme debout : Yann-Fañch Kemener, film d'Olivier Bourbeillon, 52 min, Arsenal/Morgane Production, diffusé sur TV Breizh et sur les chaînes bretonnes en 2019, voir en ligne
- 2014 : Bec’h De’i ! émission spéciale Yann-Fañch Kemener, de Julien Cadilhac (LBKrouiñ), 2h voir en ligne
- 2019 : Yann-Fañch Kemener : Tremen en ur ganañ (Passer en chantant), documentaire de Ronan Hirrien, France Télévisions, voir en ligne